# Comté de Jasper (Illinois)
Pour les articles homonymes, voir Comté de Jasper.
Le comté de Jasper est un comté situé dans l'État de l'Illinois, aux États-Unis. En 2000, sa population est de 10 117 habitants. Son siège est Newton.